# 新安郡 (韓國)
新安郡（：／ Sin-an gun */?）是位於大韓民國全羅南道西部的一個郡。面積653.13平方公里，人口53,150人（2001年）。新安郡下轄有1邑13面，郡廳設於智島邑。

## 治安
由於新安群島遠離外部社會，上級政府難深入管治偏遠村落，引發大量罪案，例如近年有2014年新安郡鹽田奴隸事件、2016年新安小学教師被家長輪姦案、種植罌粟、禁錮反對開發案的環境部次官等事件。在樹維基上，新安郡是唯一開設「治安」介紹頁面的二級行政區。
而新安郡的道議員、郡議員等亦是同一利益集團（例如郡議會副議長於2014年新安郡鹽田奴隸事件被捕），警察亦多為本地出身，因此郡民之間有強烈的人脈連繫，默許郡內的罪案，從而導致不為人知的違法行為蔓延。同時，由於村民、船主等人互相認識，即使新安郡的奴隸逃跑至陸地的木浦市，也會被當地的計程車司機送回新安郡，而法院則以地區慣例為由輕判。
2019年前，新安郡地域皆掛上「女性、孩童獨行可能會遇害，希望大家散步、運動時一定要與監護人同行」的警告字句。因此，新安郡被普遍視為韓國治安最差的行政區。
近年，新安郡推廣觀光，將三個島嶼的建築物漆成紫色，湧入大量遊客。

## 地理
新安郡位於朝鮮半島西南部對開黃海海面上，由111個有人島和719個無人島組成。佔全國島嶼數量的四分之一。1975年海底發現新安沉船，相信為元朝往日本的商船。

## 行政區劃
- 邑：智島邑、押海邑
- 面：都草面、飛禽面、新衣面、安佐面、岩泰面、荏子面、慈恩面、長山面、曾島面、八禽面、荷衣面、黑山面

## 友好城市
- 首爾江南區
- 首爾麻浦區
- 首爾蘆原區
- 仁川甕津郡
- 庆尚北道慶山市
- 中国辽宁省盘锦市大洼县

## 外部連結
- 新安郡

1. ↑  . insight.co.kr. 2018-01-30  [2023-12-15]. （原始内容存档于2023-12-15）.
2. ↑  . 朝鮮日報(日本語版). 2018-01-30. （原始内容存档于2018-02-04）.
3. ↑  . Korea Times. 2016-06-22  [2023-12-15]. （原始内容存档于2023-12-16）.
4. ↑  . Korea Herald. 2017-10-26  [2023-12-15]. （原始内容存档于2023-12-15）.
5. ↑  .   [2021-03-16]. （原始内容存档于2015-04-25）.
6. ↑  韓國超夢幻「紫色島」：新興觀光景點背後，竟是令人寒慄的歷史與陋習
7. ↑  .   [2021-03-16]. （原始内容存档于2021-03-16）.